# Bom Dia, Eternidade
Bom Dia, Eternidade é um filme de drama brasileiro de 2010, escrito e dirigido por Rogério de Moura.
Foram as últimas atuações em cinema de Mário Carneiro, Renato Consorte e José Vasconcellos no cinema.

## Enredo
O filme conta a história de Clementino, que na juventude foi um famoso jogador de futebol, tendo participado da Seleção Brasileira de Futebol na Copa do Mundo de 1958, na Suécia. Hoje, velho e esquecido, tornou-se um homem amargo, que vive das lembranças do passado, na companhia da mulher, Odete, um misto de esposa, mãe e enfermeira. Um dia, um acontecimento mágico muda a vida do casal: Clementino tem a chance de viver tudo novamente e mudar os rumos de sua história.

## Elenco
- João Acaiabe — "Clementino"
  - Eduardo Acaiabe — "Jovem Clementino"
- Zezé Motta — "Odete"
- Antônio Pitanga — "Calunga"
- José Vasconcellos — "Barbosa"
- Renato Consorte — "Capilé"
- Milhem Cortaz — "Jovem Capilé"
- Canarinho — "Preto Brás"
- Valéria Pontes — "Ivone"
- Brenda Lígia Miguel — "Ângela"
- Dênis Crispiniano — "Menino Clementino"
- Débora Duboc — Enfermeira
- Edson Montenegro — Sambista
- Eduardo Silva — "Durval"
- José Rubens Chachá — "Inspetor Teixeira"
- Robson Nunes — "Milo"
- Oscar Ulisses — Repórter
- Luciana Silveira
- Lena Roque
- Igor Henrique — Locutor Menino